# Des gens sur le pont
Pour plus de détails, voir Fiche technique et Distribution.
Des gens sur le pont (Люди на мосту) est un film soviétique réalisé par Alexandre Zarkhi, sorti en 1959,.

## Fiche technique
- Photographie : Aleksandr Kharitonov
- Musique : Rodion Chtchedrin
- Décors : Abram Freïdin, Natalia Mechkova
- Montage : Esfir Tobak